# Steigbrief

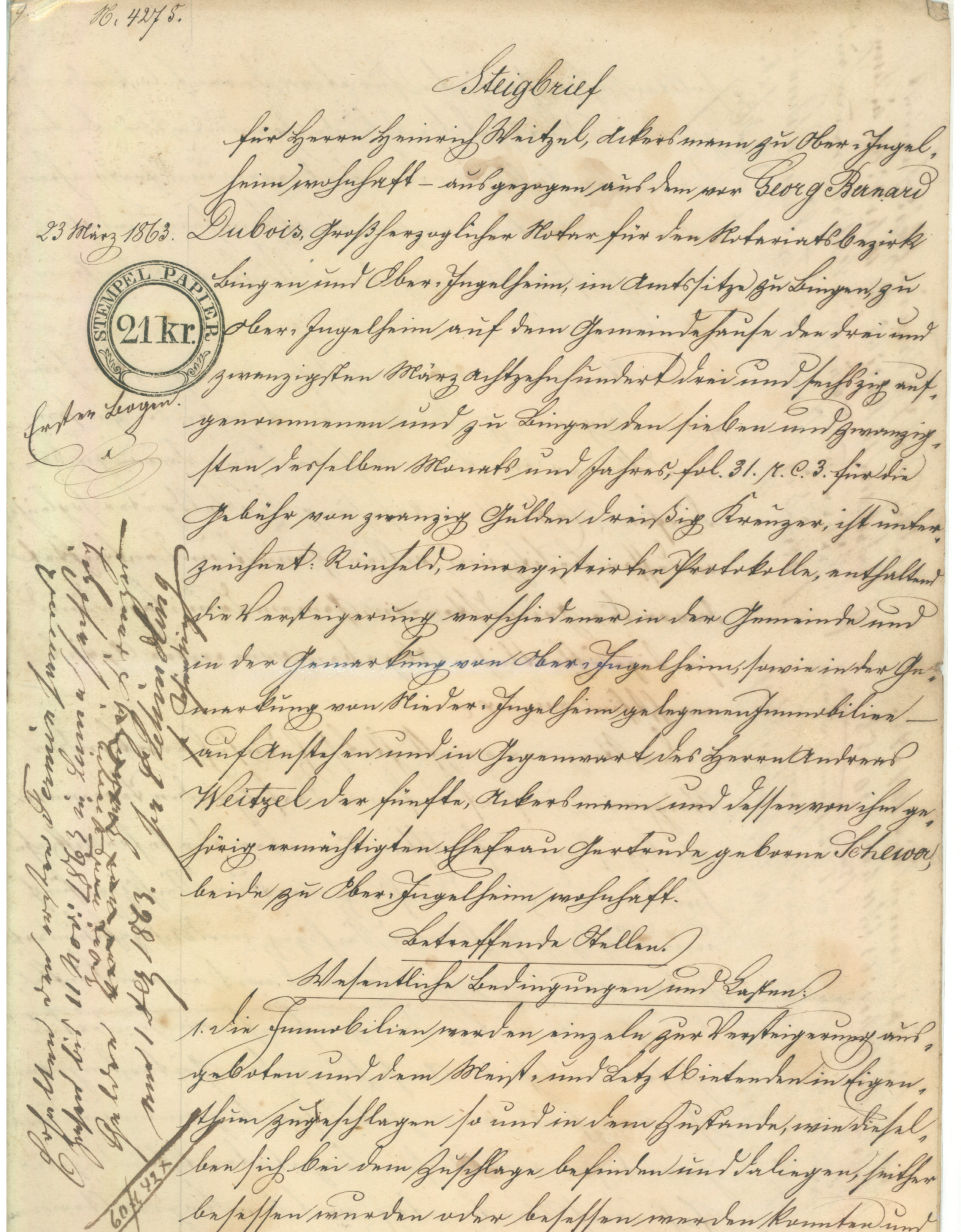
Steigbrief aus dem Jahre 1863, auf Steuerstempel-Papier

Als Steigbrief bezeichnete man etwa bis zu Beginn des 20. Jahrhunderts notariell  beurkundete Kaufverträge, hauptsächlich für Immobilien.

## Begriffserklärung
Der Begriff ist von den Worten steigern bzw. versteigern abgeleitet. Hauptsächlich bei amtlich angesetzten Versteigerungen wurde ein Steigbrief als Vertragsprotokoll und Erwerbsnachweis erstellt. Die Urkunden waren grundsätzlich auf amtlichem Papier mit Steuerstempeln zu fertigen.